# Приймаю на себе
Приймаю на себе (рос. Принимаю на себя) — радянський художній фільм 1975 року, знятий на кіностудії «Мосфільм».

## Сюжет
У фільмі відтворюється період життя першого наркома важкої промисловості Г. К. Орджонікідзе (1886—1937, псевдонім — Серго Орджонікідзе) в уральському містечку Рудному, де створювався перший великий металургійний комбінат.

## У ролях
- Едішер Магалашвілі — Серго Орджонікідзе
- Сергій Сазонтьєв — Сергій Найдьонов, молодий сталевар
- Юрій Бєлов — Іванов
- Алла Будницька — епізод
- Олександр Вокач — Гревс
- Михайло Глузський — командарм Турмачов
- Юрій Голишев — Вольнов
- Валентин Грачов — Оськін
- Мікаела Дроздовська — Лариса
- Костянтин Забєлін — епізод
- Іветта Кисельова — Зінаїда Гаврилівна
- Сергій Курилов — Тушнов
- Сергій Никоненко — Семушкін, друг і помічник Серго
- Павло Панков — Іван Тимофійович
- Владлен Паулус — Федяєв
- Володимир Протасенко — епізод
- Анатолій Соловйов — епізод
- Геннадій Юхтін — Єгор Дугін
- Віктор Маркін — Сидоренко
- Олена Вольська — епізод
- Наталія Гіцерот — Клеопатра Львівна
- Валерій Козинець — епізод
- Авангард Леонтьєв — епізод
- Микола Погодін — епізод
- Олександра Харитонова — епізод
- Валентина Хмара — епізод
- Федір Корчагін — епізод

## Знімальна група
- Режисер — Олександр Орлов
- Сценаристи — Георгій Капралов, Семен Туманов
- Оператори — Олег Згуріді, Роберт Рувінов
- Композитор — Едуард Артем'єв
- Художники — Олексій Лебедєв, Ігор Лемешев